# Бельгерн-Шильдау
Бельгерн-Шильдау (нем. Belgern-Schildau) — город в немецкой федеральной земле Саксония, расположенный в районе Северная Саксония. 
Образован 1 января 2013 года путём слияния прежде самостоятельных городов Бельгерн и Шильдау; основные органы административного управления общины находятся в Бельгерне. 
На 31 января 2015 года население Бельгерн-Шильдау составляло 7889 человек.
В состав города входят следующие подрайоны (нем. Ortsteile):
| - Аммельгосвиц - Бельгерн - Боквиц - Волау - Дёбельтиц - Дрёшкау - Зейдевиц - Зитценрода - Кайса - Коберсхайн | - Лауза - Либерзее - Маичен - Нойсен - Эльчау - Плота - Пробстхайн - Стариц - Таура - Шильдау |

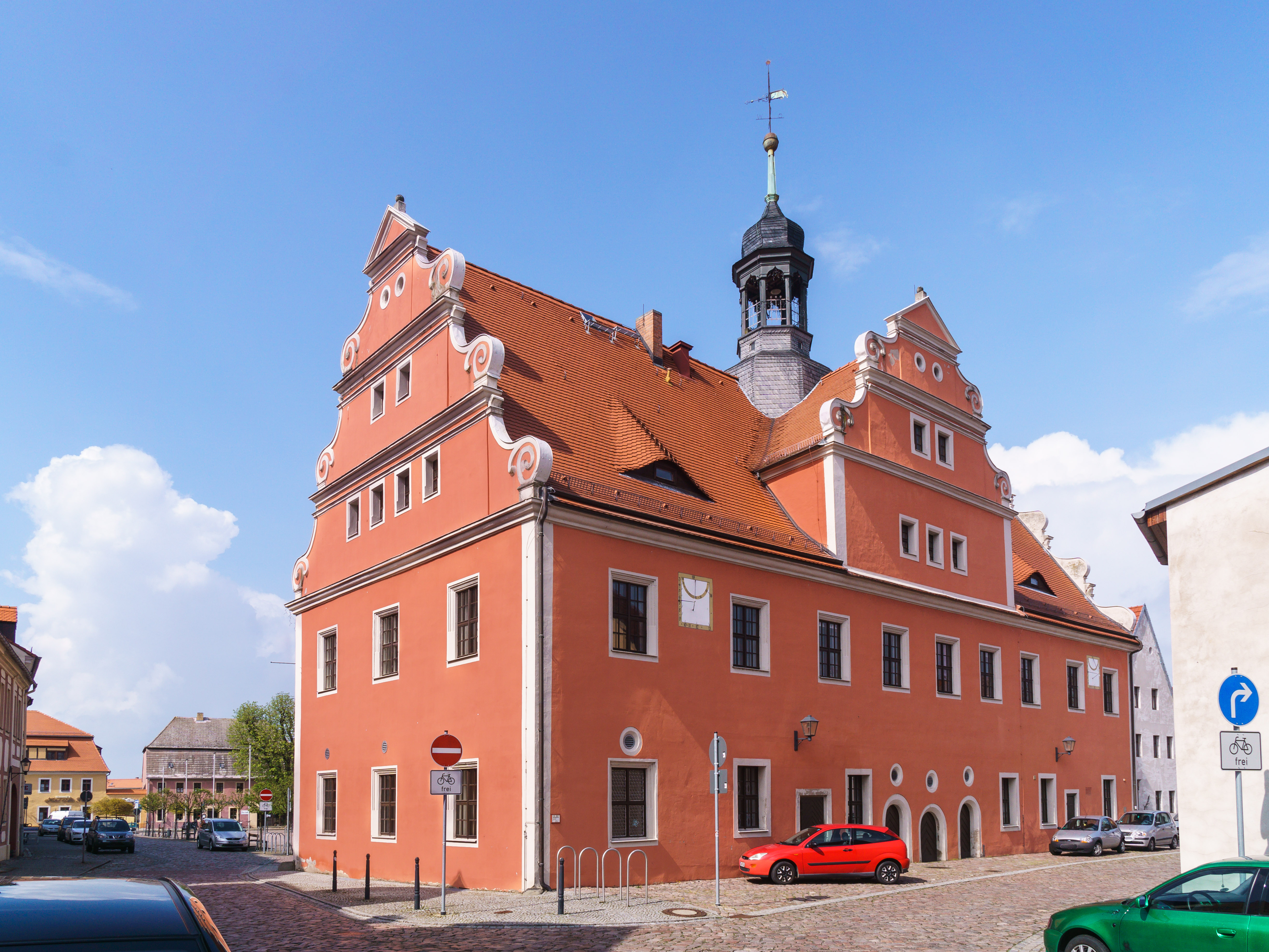
Здание ратуши в Бельгерне
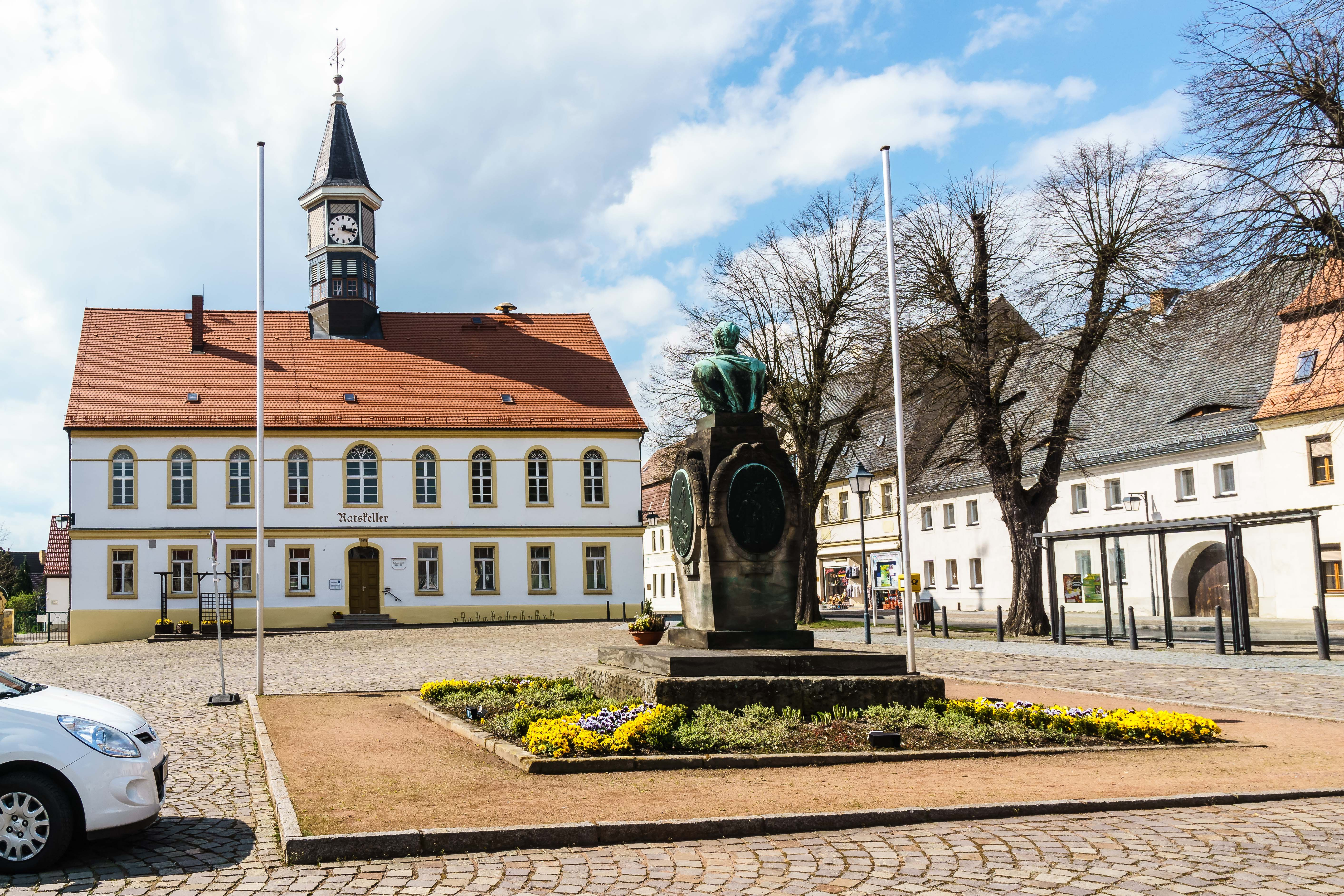
Рыночная площадь в Шильдау: здание ратуши и памятник Гнайзенау

### Известные уроженцы и жители
- Фридрих Антон фон Хейниц (нем. Friedrich Anton von Heynitz, 1725—1802) — основатель Горной академии во Фрайберге; родился в Дрёшкау
- Август фон Гнайзенау (1760—1831) — прусский генерал-фельдмаршал; родился в Шильдау
- Элиза Криниц (1825—1896) — писательница, возлюбленная Генриха Гейне; родилась в Бельгерне